# Estnische Badmintonmeisterschaft 2019
Die Estnische Badmintonmeisterschaft 2019 fand vom 1. bis zum 3. Februar 2019 in Tallinn statt. Es war die 55. Austragung der Titelkämpfe.

## Medaillengewinner
| Disziplin    | Gold                               | Silber                               | Bronze                        |
| ------------ | ---------------------------------- | ------------------------------------ | ----------------------------- |
| Herreneinzel | Raul Must                          | Karl Kert                            | Hans-Kristjan Pilve           |
| Dameneinzel  | Kristin Kuuba                      | Helina Rüütel                        | Hannaliina Piho               |
| Herrendoppel | Kristjan Kaljurand Raul Käsner     | Mikk Õunmaa Mihkel Talts             | Mikk Järveoja Mihkel Laanes   |
| Damendoppel  | Kristin Kuuba Helina Rüütel        | Kati-Kreet Marran Liisa-Lotta Tannik | Kätlin Lattik Hannaliina Piho |
| Mixed        | Kristjan Kaljurand Hannaliina Piho | Mihkel Laanes Kristin Kuuba          | Andres Aru Ulla Helm          |